# کاسپر فن فولساک
کاسپر فن فولساک (دانمارکی: Casper von Folsach؛ زادهٔ ۳۰ مارس ۱۹۹۳) دوچرخه‌سوار اهل دانمارک است.